# Salaš Noćajski
Salaš Noćajski (Салаш Ноћајски) település Szerbiában, a Vajdaságban, a Szerémségi körzetben, Szávaszentdemeter községben.

## Demográfiai változások
| 1948  | 1953  | 1961  | 1971  | 1981  | 1991  | 2002  |
| ----- | ----- | ----- | ----- | ----- | ----- | ----- |
| 1 725 | 1 814 | 2 212 | 1 829 | 1 876 | 1 894 | 1 879 |